# Coronide (simbolo testuale)

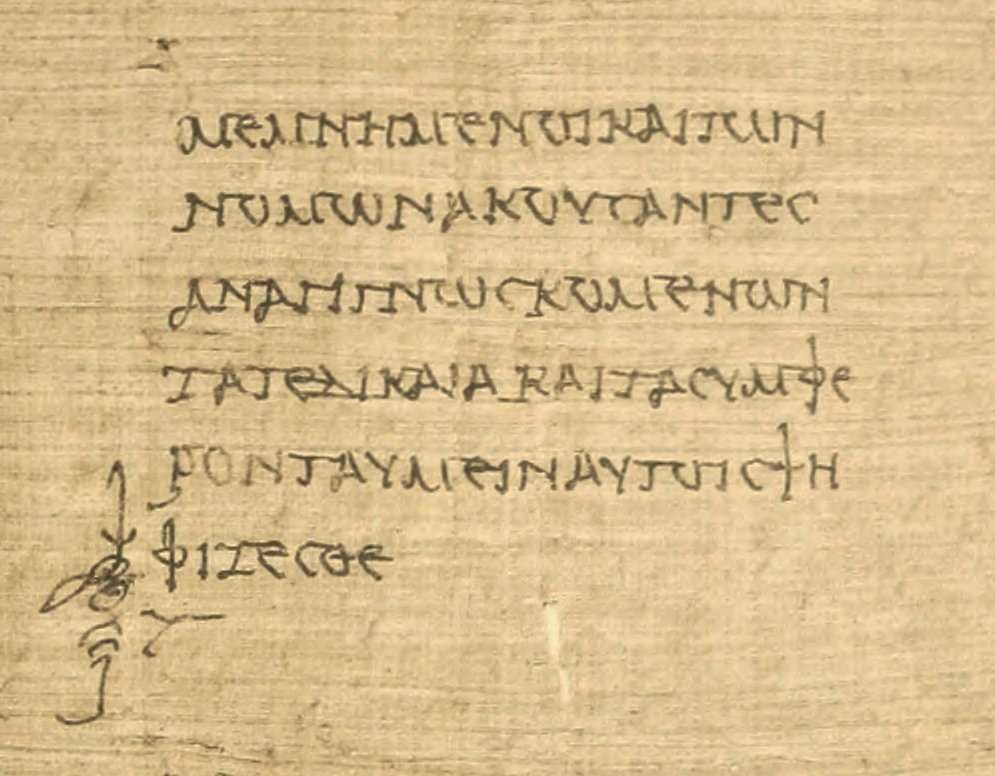
Dettaglio del P. Lit. Lond. 134, col. IX (II secolo a.C.), contenente le ultime linee (stichoi) dell'orazione di Iperide Contro Filippide, con al margine sinistro della colonna una coronide, insieme a una diple obelismene, ad indicare la fine dell'opera.

Una coronide (in greco antico: κορωνίς?, korōnís, al plurale κορωνίδες, korōnídes) è un segno di scansione testuale della scrittura greca antica.

## Utilizzo
La coronide, ritrovabile nei papiri in testi poetici e prosastici, era usata per marcare la fine di un'opera o di una sua sezione maggiore. Era posta nel margine sinistro del testo e poteva essere accompagnata da una paragraphos (—) oppure da una diple obelismene o paragraphos biforcata (>—).

## Etimologia
Nel Lexicon Liddell-Scott il significato base di korōnis è "forma a becco ricurvo", da cui deriverebbe il significato più generico "curvato". Con tale etimologia concorda Pierre Chantraine, che fa derivare il sostantivo da κορώνη (korōnē), "corvo", dando il significato dell'uso dell'epiteto in riferimento al simbolo testuale allo stesso campo semantico di "curvo".
Tuttavia, nonostante le più antiche coronidi avessero la forma di uccelli, si è avuto un ampio dibattito se il nome del simbolo testuale si riferisse inizialmente all'uso di un uccello stilizzato per marcare una divisione maggiore in un testo e o se tali disegni fossero uno sviluppo secondario che giocava, appunto, sulla relazione etimologica tra korōnē, "corvo" e korōnis, "curvo".

## Galleria di esempi

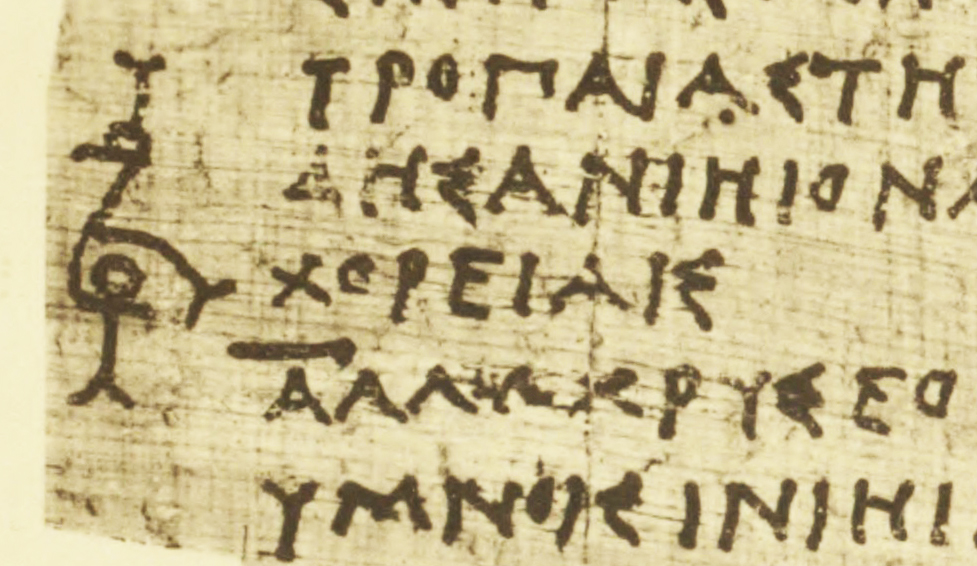
Dettaglio del P. Berol. inv. 9875, col. V (tardo IV o inizio III secolo a.C.), con la coronide a forma di uccello e una paragraphos all'inizio della sphragis nei Persiani di Timoteo di Mileto.
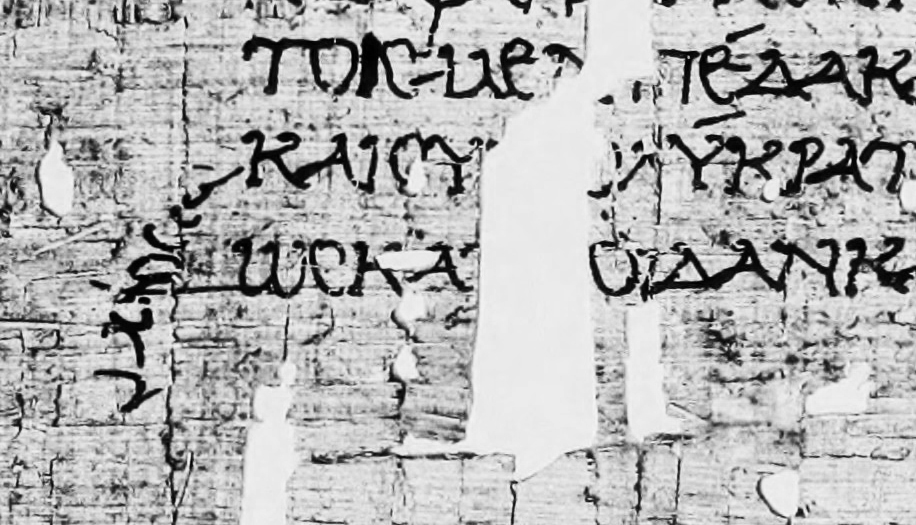
Dettaglio del P. Oxy. XV 1790, fr. 2 + 3 col. II (tardo II - inizio I secolo a.C.): la coronide marca la fine di un componimento (e probabilmente di un libro) di Ibico.
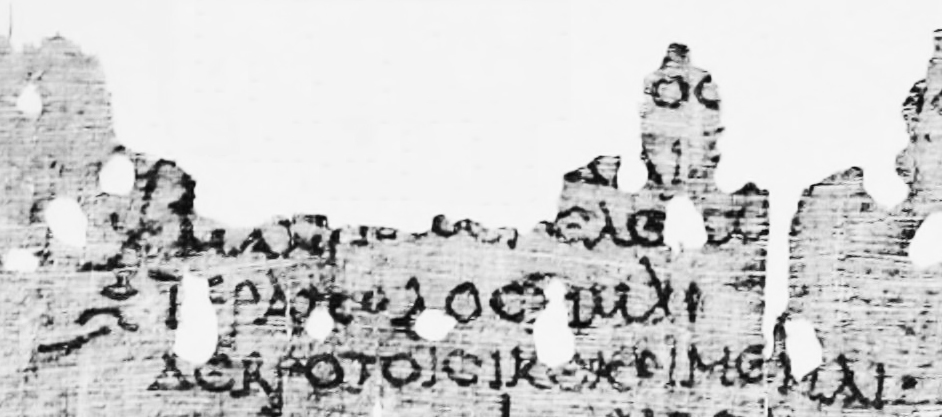
Dettaglio del P. Oxy. IV 659, col. I (tardo I secolo a.C. o inizio I secolo d.C.): Pindaro, Parteni, con una coronide alla fine di una strofa.
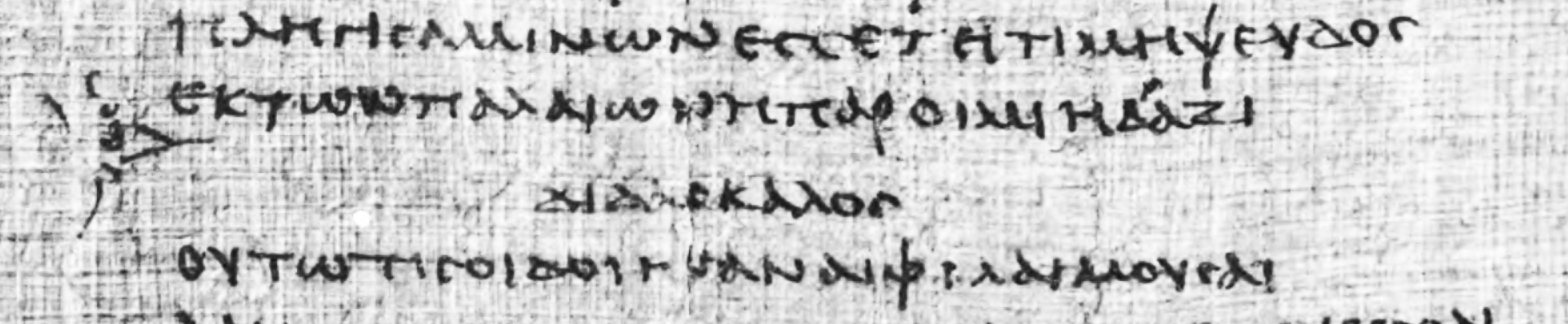
Dettaglio del P. Lit. Lond. 96, col. XIII (tardo I - inizio II secolo d.C.): coronide con diple obelismene alla fine di Eroda, Mimiambi, 2 seguita dal titolo e dall'inizio del Mimiambo 3.